# Pyti
Pyti (настоящее имя — Алексей Васильевич Никитин; род. 18 ноября 1995, Могилёв) — белорусский музыкант, композитор и продюсер.

## Биография
Алексей родился 18 ноября 1995 года в Могилёве. Начал заниматься музыкой в шесть лет. Окончил Могилёвскую государственную гимназию-колледж искусств имени Евгения Глебова по классу баяна. В 2009 году стал стипендиатом специального фонда Президента Республики Беларусь по поддержке талантливой молодёжи. Затем окончил Белорусскую государственную академию музыки по классу баяна. Выиграл несколько международных и национальных конкурсов, за что был удостоен Премии Президента Республики Беларусь. В составе оркестра народных инструментов имени Л. Л. Иванова выступал на ряде музыкальных фестивалей, в том числе в Государственном Кремлёвском дворце, Московском международном Доме музыки, Российской академии музыки имени Гнесиных и Московской государственной консерватории. Также является членом Банка данных одарённой молодёжи.
В 2020 году под псевдонимом Pyti начал карьеру в жанре электронной музыки, выпустив свой первый сингл «Fire».
В 2021 году выпустил пять синглов в различных стилях электронной танцевальной музыки: «Night Wish», «Get High», «Multiband», «Move On», «Tell Me», которые также положили начало его карьере музыкального продюсера. Композиции «Move On» и «Tell Me» были высоко оценены зарубежными критиками. Ша бе Аллах из The Source сравнил творчество Pyti с такими артистами, как AVICII, Juice WRLD и Diplo.
В 2022 году выпустил сингл «Focus» в жанре дабстеп, а в 2023 году — «Fortuna».

## Дискография

### Синглы
- 2020 — «Fire»
- 2021 — «Night Wish»
- 2021 — «Get High»
- 2021 — «Multiband»
- 2021 — «Move On»
- 2021 — «Tell Me»
- 2022 — «Focus»
- 2023 — «Fortuna»